# .ng

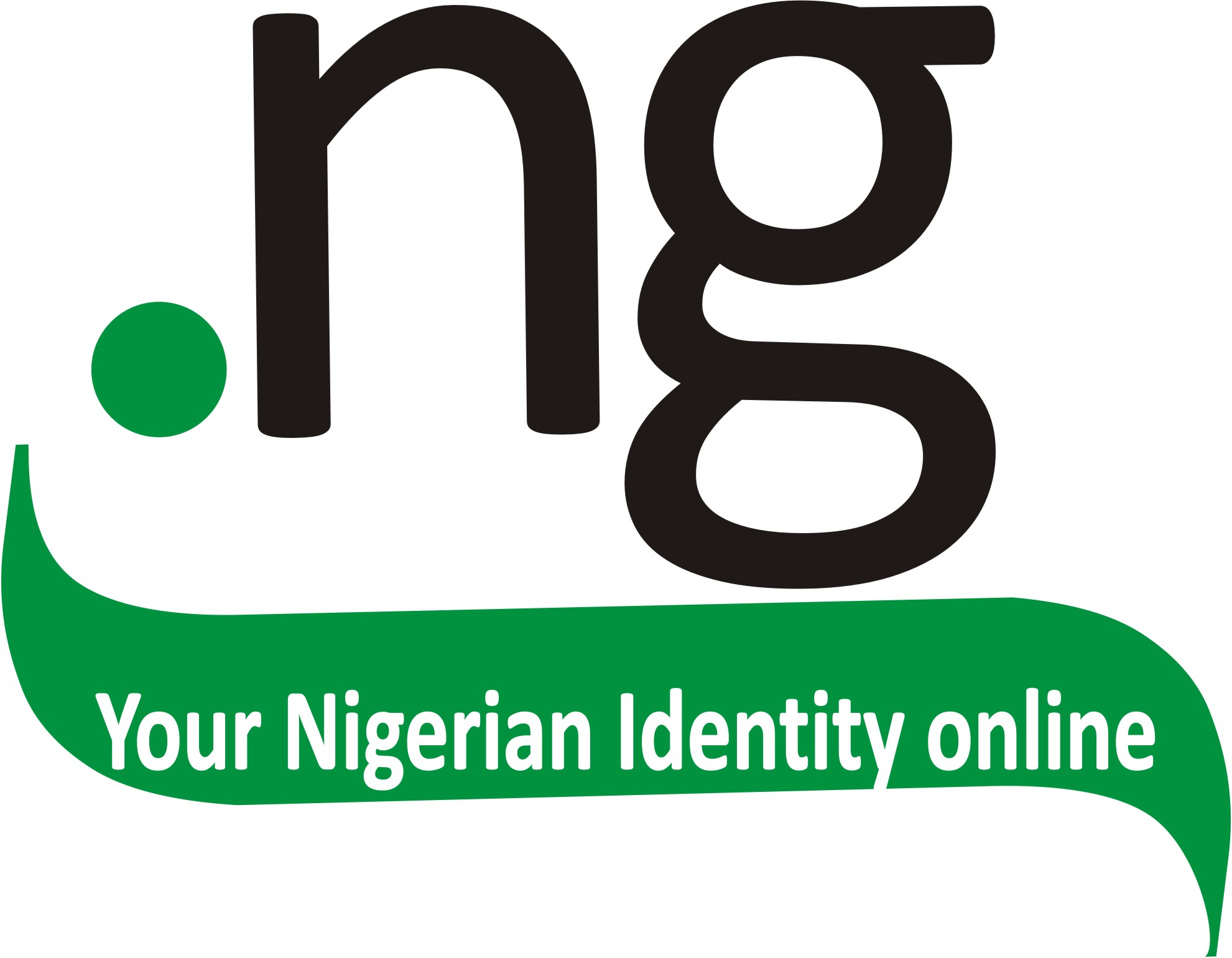
Logo van NIRA het register voor de .ng domein namen

.ng is het achtervoegsel van domeinnamen in Nigeria. Het achtervoegsel .ng werd in 1995 vastgesteld. Nigeria heeft de volgende second-level-domeinen:
- com.ng – bedrijven en commerciële organisaties
- org.ng – niet-commerciële organisaties
- gov.ng – overheidsorganisaties
- edu.ng – onderwijsinstellingen
- net.ng – internetproviders